# Dumitrești, Ialomița
Dumitrești este un sat în comuna Valea Ciorii din județul Ialomița, Muntenia, România.